# Liu Chao-shiuan
Liu Chao-shiuan född 10 maj 1943 i Hengyang, Hunan, Kina är en taiwanesisk akademiker, pedagog och politiker tillhörande Kuomintang-partiet.
Han utsågs till premiärminister 2008, men fick avgå i september 2009 som en konsekvens av kritiken av regeringens hantering av tyfonen Morakot.